# Identytaryzm

Lambda, symbol identytaryzmu

Identytaryzm (z fr. identitaire, dotyczący tożsamości osoby lub grupy) – skrajnie prawicowy nurt związany z ruchem Europejskiej Nowej Prawicy i jego sympatykami. Opowiada się za zachowaniem i rozwojem etnicznej i kulturowej tożsamości jako centralnej ideologicznej zasady i krytykuje stan współczesnego Zachodu. Istnieje wiele powiązań tego ruchu z organizacjami o profilu neofaszystowskim.
Identytaryzm ma korzenie we Francji, ale również rozprzestrzenił się do Skandynawii i innych części Europy. Symbolem ruchu jest lambda.

## Wpływy ideowe
Identytaryzm opiera się na wielu różnych sposobach politycznego myślenia, a wśród jego zwolenników istnieje sporo różnic. Najbardziej znaczącymi elementami, które wpłynęły na ten nurt są:
- Europejska Nowa Prawica. Think-tank GRECE Alaina de Benoist wywarł największy wpływ na identytaryzm. Wiele kluczowych pojęć i punktów odniesienia I. zaczerpnął właśnie od francuskiej Nowej Prawicy.
- Tradycjonalizm integralny. Tak zwana szkoła tradycjonalistyczna odcisnęła swe piętno na identytaryzmie. Częściowo dlatego, że wielu jego teoretyków czerpało z René Guénona i Juliusa Evoli.
- Archeofuturyzm. Były członek GRECE Guillaume Faye stworzył termin archeofuturyzm by opisać idealną syntezę tego, co nazywa „wartościami archaicznymi” z jednej strony i nowoczesnej lub futurystycznej technologii i cywilizacyjnego/społecznego rozwoju, z drugiej. Termin jest często używany, zwłaszcza wśród indentytarystów skandynawskich.
- Metapolityka. Zgodnie z poglądami Antoniego Gramsci (jak i również GRECE) identytaryści utrzymują, że jakakolwiek zmiana jest w społeczeństwie niemożliwa tak długo jak jego kultura pozostanie niezmieniona. Czynności takie jak tworzenie kultury i wpływ na opinię publiczną, niezwiązane bezpośrednio ze sferą polityczną, stały się kluczowym elementem projektu identytaryzmu.

## Poglądy polityczne
Identytaryzm opiera się na założeniu, że czynniki etniczno-kulturowe odgrywają kluczową rolę w kondycji ludzkiej i funkcjonowaniu społeczeństwa. Człowiek widziany jest jako wynik odziedziczonych i nabytych w środowisku cech. Bardzo wyraźnie zaznaczana jest potrzeba utrzymania i obrony etnicznych Europejczyków jako odrębnego ludu. W związku z tym identytaryści sprzeciwiają się imigracji ludów spoza Europy, niezależnie od potencjalnego pożytku ekonomicznego.
Identytaryści przyjmują pragmatyczny pogląd na państwo narodowe i wskazują, że jest jednym z niewielu historycznie możliwych form organizacji dla grup etnicznych i ludów. Wielu identytarystów, takich jak Guillaume Faye, promuje imperalistyczny ideał, w którym setki lokalnych i regionalnych społeczności, z dużym stopniem autonomii, zorganizowałoby się w „eurazjatycką” federację, gdzie ta druga walczyłaby o obronę interesów Europy i Europejczyków jako całości na skalę globalną. Jest to naturalne, zważywszy na zainteresowanie identytarystów zarówno Europą jak i Europejczykami, pojmowanymi jako integralną całość, i w logicznym, regionalnym i tradycyjnym wyrazie kultury, które widziane są jako pozytywne źródła społeczności i kulturowego rozwoju.
W kwestiach ekonomicznych, jedynym wyraźnym poglądem jest ten, że ekonomia zawsze musi być podporządkowana innym, istotniejszym interesom. Identytaryści utrzymują, że dobrostan ludzi musi zawsze być postawiony ponad wzrostem gospodarczym i podobnymi celami i krytykuje globalizację jako ekologicznie i społecznie destrukcyjną. Jak na razie nie ma żadnej, wyczerpującej, ogólnej teorii ekonomicznej, a wśród samych identytarystów przyjmowane są różne poglądy od korporacjonizmu i dystrybucjonizmu do libertarianizmu i socjalizmu. Jest to w pełni zgodne z ambicjami identytarystów, by być niedogmatycznym i elastycznym, ale może również być poczytywane jako poważną słabość.

## Inne
Z nurtem identytarystycznym związane jest wydawnictwo Arktos, które zajmuje się tłumaczeniem literatury związanej z identytaryzmem i Nową Prawicą na angielski i szwedzki.